# Banc Nugan Hand
El Banc Nugan Hand va ser un banc mercantil australià que va col·lapsar en 1980 en circumstàncies sensacionals, en les quals probablement va estar embolicada la CIA i el crim organitzat.
Nugan Hand Ltd. va ser fundat a Sydney en 1973 per l'advocat australià Frank Nugan (que era un advocat de la Màfia en Griffith, Nova Gal·les del Sud i l'antic Boina Verda Michael Jon Hand amb experiència en el tràfic de drogues durant la Guerra de Vietnam, per blanquejar diners procedents del tràfic de drogues.
El banc, gestionat pel coronel Paul Helliwell va col·lapsar després de la mort de Frank Nugan en 1980. i va ser forçat a tancar després que el Servei d'Impostos Interns dels Estats Units va descobrir que el Banc Castle estava rentant diners de la CIA i de la droga.